# Estadi eqüestre de Lake Placid
L'Estadi eqüestre de Lake Placid (en anglès: Lake Placid Equestrian Stadium) és un estadi eqüestre situat a la ciutat de Lake Placid (Nova York). Amb una capacitat per a 30.000 persones és utilitzat per a la realització de proves hípiques, si bé fou utilitzat l'any 1980 com a estadi olímpic en la cerimònia d'obertura i clausura dels Jocs Olímpics d'Hivern de 1980 fets a la ciutat.